# Chris Thompson
Chris Thompson (Reino Unido, 17 de abril de 1981) es un atleta británico, especialista en la prueba de 10000 m en la que llegó a ser subcampeón europeo en 2010.

## Carrera deportiva
En el Campeonato Europeo de Atletismo de 2010 ganó la medalla de plata en los 10000 metros, con un tiempo de 28:27.33 segundos, llegando a meta tras su compatriota Mo Farah (oro) y por delante del italiano Daniele Meucci (bronce con el mismo tiempo).